# سليب اند (بيدفوردشير)
سليب اند (بالإنجليزية: Slip End)‏ هي قرية و أبرشية مدنية تقع في المملكة المتحدة في إنجلترا. يقدر عدد سكانها بـ 1,976 نسمة .